# 移動寬頻

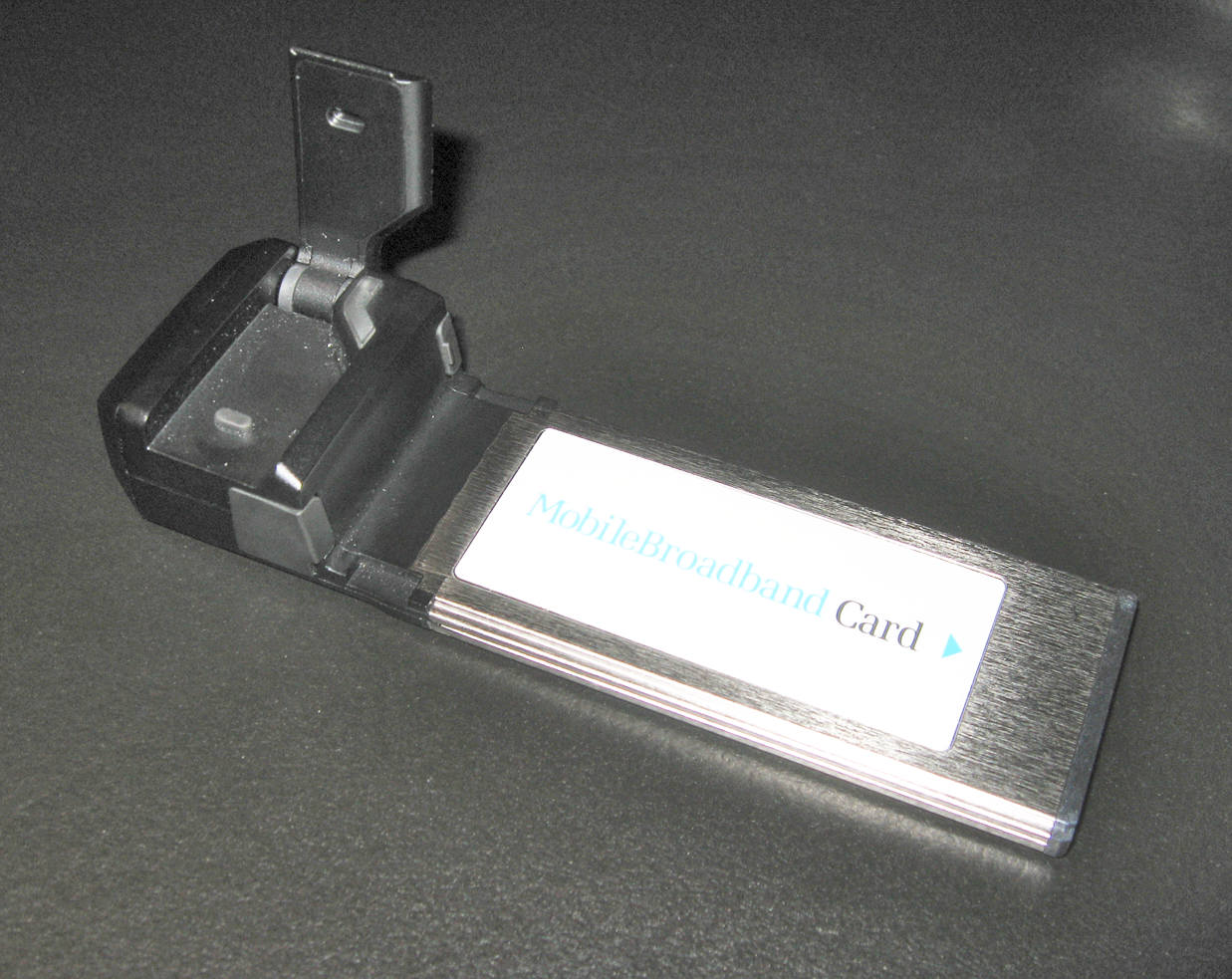
一個移动宽带调制解调器

移動寬頻是無線網路存取技術的一個市場用語，主要指在移動設備上使用的無線寬頻技術。作為2G技術的一種，最早的移動寬頻出現于1991年，2001年和2006年分別又出現了3G和4G。移動寬頻的頻率位于225MHz至3700MHz之間。

## 外部連結
- GSM Association, official website for the worldwide trade group representing GSM operators
- 3GPP official website （页面存档备份，存于）
- 3GPP2 official website （页面存档备份，存于）
- LTE Encyclopedia （页面存档备份，存于）
- WiMAX Forum official website （页面存档备份，存于）